# Хейнявеси
Хе́йнявеси (фин. Heinävesi) — община в области Северная Карелия в Финляндии.
Население муниципалитета составляет 4451 человек, площадь — 1318,43 км², из которых 271,57 км² — вода. Плотность населения — 3,4 чел./км².
В общине используется только финский язык.
Построенная в 1890—1891 годах по проекту Йозефа Стенбека в стиле неоготики церковь Хейнявеси, является в настоящее время одним из крупнейших храмов в Финляндии (вторая по величине деревянная церковь в стране) и вмещает до 2 тысяч прихожан.
В 1939 году, во время Советско-финской войны, в местечке Хейнявеси, в усадьбе Папиниеми осели русские православные монахи из Валаамского монастыря и основали Ново-Валаамский монастырь. Неподалёку расположен Линтульский женский монастырь.
С 1 января 2021 года расположена в провинции Северная Карелия.